# Kim Sang-hyun
Kim Sang-hyun (* 18. Januar 1955 in Busan, Südkorea) ist ein ehemaliger südkoreanischer Boxer im Halbweltergewicht. Im Jahr 1978 nahm er dem Thailänder Saensak Muangsurin mit einem technischen K.-o.-Sieg in Runde 13 den Weltmeistertitel des World Boxing Council ab.